# Eurytoma wachtli
Eurytoma wachtli är en stekelart som beskrevs av Mayr 1878. Eurytoma wachtli ingår i släktet Eurytoma och familjen kragglanssteklar. Inga underarter finns listade i Catalogue of Life.